# John A. Hobson
John Atkinson Hobson, comúnmente conocido como "John " (6 de julio de 1858 - 1 de abril de 1940), fue un economista inglés y crítico del imperialismo.

## Vida
John Atkinson Hobson nació en Derby, Inglaterra. Hijo de William Hobson y Josephine Atkinson. Fue hermano del matemático Ernest William Hobson. Estudió en la escuela de Derby y en el Colegio Lincoln, en Oxford. Enseñó literatura inglesa en escuelas en Faversham y Exeter antes de aceptar un puesto en la Escuela de Económicas de Londres. En Exeter, Hobson experimentó con la homosexualidad, cosa que menciona en su autobiografía. Durante esta etapa estuvo confuso, pero volvió al cristianismo.
Cuando Hobson se mudó a Londres en 1887, Gran Bretaña se encontraba en medio de una gran depresión económica. Mientras los economistas clásicos se empeñaban en explicar que la depresión se debía a un ciclo vicioso, Londres estaba plagado de clubes y sociedades que planteaban alternativas. 
Mientras vivía en Londres, Hobson fue presentado a los socialdemócratas, entre ellos a Henry Mayers Hyndman; a los cristianosocialistas; y a Henry George (propulsor del impuesto único); al mismo tiempo que hacía amistad con miembros destacados de los fabianos en la LSE, a algunos de los cuales ya había conocido en Oxford. Sin embargo, ninguno de estos grupos convenció del todo a Hobson; aunque tuvieron su colaboración con un amigo amigo, el famoso ejecutivo y escalador Albert F. Mummery, que produciría la contribución de Hobson a la economía: la teoría del subconsumo. Publicada por primera vez en 1889 por Mummery y Hobson en la obra Fisiología de la Industria, la teoría del subconsumo fue una mordaz crítica a la Ley de Say y al énfasis de los economistas clásicos en el ahorro.
Es uno de los principales representantes del reformismo burgués, puesto que sostenía que es posible eliminar los inconvenientes del sistema capitalista mediante reformas. Es un autor estructuralista, que busca un capitalismo más humano.
Durante finales del siglo XIX su notables trabajos incluían Los Problemas de la Pobreza (1891), Evolución del Capitalismo Moderno (1894), El Problema del Desempleo (1896), y John Ruskin: Reformista Social (1898). 
Poco después de este periodo, Hobson fue reclutado por el editor del Manchester Guardian para ser su corresponsal en África. Durante su cobertura de la Segunda Guerra Bóer, Hobson empezó a formar la idea de que el imperialismo era el resultado directo de la expansión de las fuerzas del capitalismo moderno. Su vuelta a Inglaterra estuvo marcada por una fuerte condena del conflicto.
Sus publicaciones en los próximos años demostraron una investigación de los eslabones entre el imperialismo y el conflicto internacional. Estos trabajos incluían Guerra en Suráfrica (1900) y Psicología del Chovinismo (1901). En lo que es posiblemente su obra maestra, Estudio del Imperialismo (1902), Hobson apoyó la opinión de que la expansión del imperialismo estuvo conducida por la búsqueda de nuevos mercados y de oportunidades de inversión en ultramar. La publicación de esta obra benefició a Hobson en su reputación internacional e influyó en notables pensadores como Lenin, Trotski y Hannah Arendt.
Hobson escribió para otros diarios antes del que fue su principal trabajo, El Sistema Industrial (1909).
La oposición de Hobson a la I Guerra Mundial le condujo a ingresar en la Unión del Control Democrático. Su propugnación para la formación de un cuerpo político mundial para prevenir guerras se puede ver claramente en un trozo de la obra Hacia el Gobierno Internacional (1914). Sin embargo, Hobson practicó una leal oposición a la Sociedad de Naciones.
En el año 1919 Hobson se unió al Partido Laborista Independiente. Esto fue seguido de escritos para publicaciones socialistas como The New Leader, The Socialiste Review y The New Statesman. Durante este periodo se hizo evidente que Hobson favoreció la reforma capitalista por encima de la revolución comunista. Fue un notable crítico del gobierno laborista de 1929.
En los últimos años de su vida, Hobson publicó su autobriografía, Confesiones de un Economista Herético (1938), y expresó su deseo de que Estados Unidos entrara en la II Guerra Mundial. Hobson murió antes de que las Fuerzas Aéreas de Alemania atacasen los cielos británicos.

## Estudio del Imperialismo (Imperialism: A Study)
Publicada en 1902, en esta obra Hobson recoge sus ideas más importantes acerca del imperialismo, tomando como base la formación del gran imperio británico en ultramar. El libro entero es una crítica a las políticas imperialistas de Gran Bretaña y al exceso de ahorro producido por una desigual distribución de la riqueza. La idea fundamental sobre la que gira la obra es la citada Teoría del subconsumo como origen del imperialismo, pero también cabe destacar la explicación de lo que llama la coalición imperialista, como agente principal en los procesos imperialistas.

### Teoría del subconsumo
Según argumenta Hobson, habiendo una mayoría de la población con un salario de subsistencia no se puede cubrir la oferta, lo que impidió la inversión lucrativa en ese país por parte de los grandes grupos económicos. La desigualdad en la distribución de la riqueza provoca el subconsumo y que existan grandes cantidades de dinero improductivas.
Como dice el propio autor: «… la distribución de la riqueza no guarda relación predeterminada alguna con las necesidades, sino que es consecuencia de otros factores, que asignan a ciertas personas un poder adquisitivo enormemente superior a sus necesidades o posibilidades de utilizarlo, mientras que a otras les privan incluso de la capacidad de consumo necesaria para satisfacer todas las exigencias de su conservación física» [Hobson, 1902: 95-97].
Por esta razón, los proveedores de capital se ven en la necesidad de invertir en el exterior, en territorios que aún no estaban abiertos económicamente. Este proceso de inversión en el exterior necesita ir acompañado militar y políticamente. Por ello, los grandes grupos económicos llevarán a cabo una política de presión al gobierno para que este les abra los territorios de ultramar.
En conclusión, lo que Hobson quiere decir es que el tremendo incremento de la inversión británica en el exterior y la rapidez con que crecieron las colonias están vinculados al relativo estancamiento económico de la metrópoli, vinculado a su vez a la baja calidad de vida de la población. Existe, por tanto, una relación directa entre el imperialismo y el bajo poder adquisitivo de las masas de la metrópoli.

### La Coalición Imperialista
Hobson va más allá, expone que si se hubiera incrementado la capacidad adquisitiva de las masas trabajadoras en Gran Bretaña habrían sido innecesarias las políticas imperialistas. Además, a esto hay que añadir que, desde el punto de vista de la sociedad, el imperialismo conllevó pérdidas, y que el comercio británico con las colonias tuvo una importancia marginal comparado con el comercio con otras potencias europeas. En definitiva, el beneficio que podía reportar el comercio con las colonias no guardaba relación con los costes de mantener un gran imperio.
Sin embargo, sí que era rentable para los grandes grupos de inversión, los cuales fueron, afirma Hobson, el gran actor del imperialismo. La pregunta que se formula entonces el autor es cómo es posible que el imperialismo contara con el apoyo de la mayoría de la población si resultaba tan mal negocio para la sociedad en su conjunto.
Para responderse esta cuestión, Hobson echa mano de lo que llama la coalición imperialista: el bienestar de la población se subordinaba al de unos pocos grupos inversores y clases sociales que se han hecho con el control mediante la formación de la llamada esta coalición.
«La única respuesta posible es que los intereses económicos del conjunto de la nación están subordinados a los de ciertos grupos privados que usurpan el control de los recursos nacionales y los utilizan para su beneficio personal» [Hobson, 1902: p. 51].
Esta coalición cuenta con una serie de maniobras para convencer a la sociedad de lo maravilloso del imperialismo. Para ello tenían que recurrir a explotar los sentimientos de la población.
El primer paso es atraer a los grupos políticos, y dado que estos están formados por personas que pertenecen a esas clases dirigentes, conseguir su favor no será difícil, puesto que los intereses de ambos van de la mano.
Para convencer al resto de la población se apela a la «misión civilizadora» de occidente sobre el resto de las sociedades. Por otro lado, se recurre a los instintos más primitivos de la especie humana. Según Hobson, el deseo de matanza de nuestros ancestros sobrevive aún en nosotros, aunque hemos trasladado la competencia por la vida a la práctica del deporte, donde realizamos «batallas ficticias» sin que nuestra vida esté en juego. Pero esa ansia por la batalla no se satisface solo con el deporte, por lo que, como apunta Hobson «… hay cada vez más presiones para que los límites impuestos por la civilización se amplíen y dejen expansionarse, con mayor fuerza y libertad, el frustrado “espíritu de aventura”» [Hobson, 1918: 204].

### Obras de John A.Hobson
- La Fisiología de la Industria (1889).
- El Problema es la Pobreza(1891).
- Evolución del Capitalismo Moderno(1894).
- El Problema del Desempleo (1896).
- Las Economías de Distribución (1900).
- La Guerra de pobres: sus Causas y Efectos (1900).
- Psicología del Chovinismo(1901).
- El Problema Social  (1901).
- Estudio del Imperialismo (Imperialism: A Study) (1902).
- La Crisis del Liberalismo (1909).
- El Sistema Industrial (1909).
- El Nuevo Proteccionismo(1916).
- Problemas de un Nuevo Mundo (1921).
- Las Economías del Desempleo (1922).
- Las Condiciones de la Paz Industrial (1927).
- Confesiones de un Economista Herético (1938).